# Форт Мичел (Кентаки)
Форт Мичел (енгл. Fort Mitchell) град је у америчкој савезној држави Кентаки.

## Демографија
По попису из 2010. године број становника је 8.207, што је 118 (1,5%) становника више него 2000. године.
| Група             | 2000.         | 2010.         |
| Белци             | 7.803 (96,5%) | 7.444 (90,7%) |
| Афроамериканци    | 80 (1,0%)     | 200 (2,4%)    |
| Азијати           | 65 (0,8%)     | 209 (2,5%)    |
| Хиспаноамериканци | 69 (0,9%)     | 233 (2,8%)    |
| Укупно            | 8.089         | 8.207         |